# Łozowicze (rejon klecki)
Łozowicze (biał. Лазавічы, Łazawiczy; ros. Лазовичи, Łazowiczi) – agromiasteczko na Białorusi, w obwodzie mińskim, w rejonie kleckim, w sielsowiecie Morocz.
Współcześnie w skład miejscowości wchodzi także dawna wieś Ostaszyn.

## Historia
W dwudziestoleciu międzywojennym Łozowicze i Ostaszyn leżały w Polsce, w województwie nowogródzkim, w powiecie nieświeskim, w gminie Zaostrowiecze. W 1921 Łozowicze liczyły 194 mieszkańców, zamieszkałych w 36 budynkach, w tym 183 Białorusinów, 10 Polaków i 1 osobę innej narodowości. Wszyscy mieszkańcy byli wyznania prawosławnego. Ostaszyn liczył zaś 190 mieszkańców, zamieszkałych w 37 budynkach, w tym 164 Białorusinów i 26 Polaków. 178 mieszkańców było wyznania prawosławnego i 12 mojżeszowego.
Obie miejscowości położone były wówczas przy granicy ze Związkiem Sowieckim. Na początku lat 20. w Ostaszynie znajdowała się placówka 29 Batalionu Celnego.
Po II wojnie światowej w granicach Związku Sowieckiego. Od 1991 w niepodległej Białorusi.